# Lúcio Cornélio Cina (cônsul em 127 a.C.)
Lúcio Cornélio Cina (em latim: Lucius Cornelius Cinna) foi um político da gente Cornélia da República Romana eleito cônsul em 127 a.C. com Lúcio Cássio Longino Ravila. Lúcio Cornélio Cina, cônsul em 87 a.C. e o famoso líder dos populares, era seu filho.

## Carreira
Cornélio Cina foi eleito cônsul em 127 a.C. com Lúcio Cássio Longino Ravila, mas nada se sabe sobre seu mandato. Foi o primeiro da família "Cina" da gente Cornélia a chegar ao consulado. A ele foi atribuída uma série de moedas, datável do período entre 169 e 158 a.C., composta por cinco moedas em bronze, do asse até o sextante. Esta série é caracterizada pelas letras CINA.